# Château de Roquelaure
Le château de Roquelaure est un château situé à l'ouest de Lassouts, en France.

## Localisation
Le château est situé dans le quart nord-est du département de l'Aveyron, sur la commune de Lassouts, au lieu-dit Roquelaure.

## Historique
Seule la chapelle romane du XIIe siècle est classée au titre des monuments historiques depuis le 21 septembre 1981. Au centre du retable du chœur se trouve un groupe sculpté du XVIe siècle en calcaire représentant une Mise au tombeau, classé au titre des monuments historiques depuis le 21 octobre 1963.

## Galerie

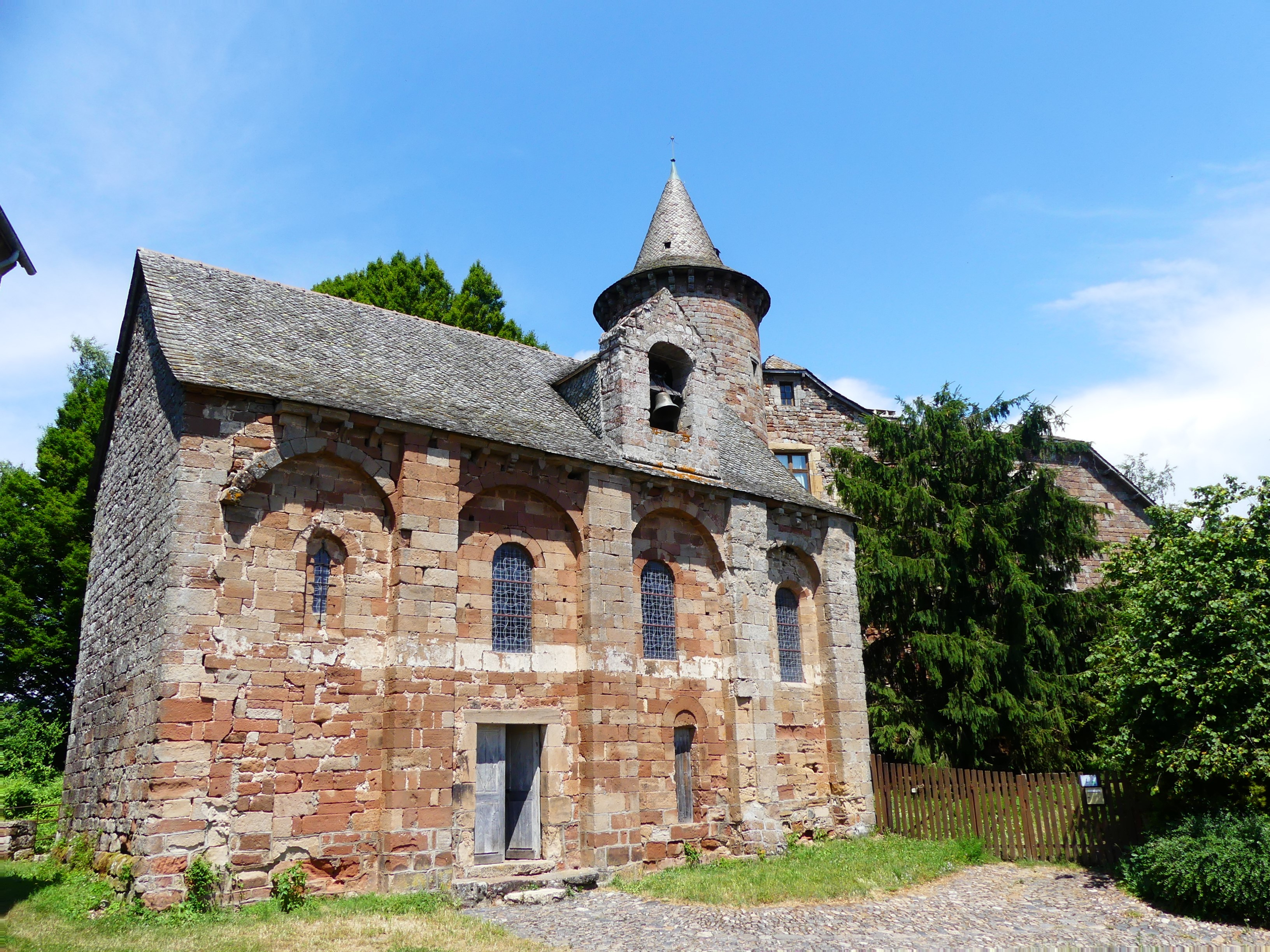
La chapelle castrale.
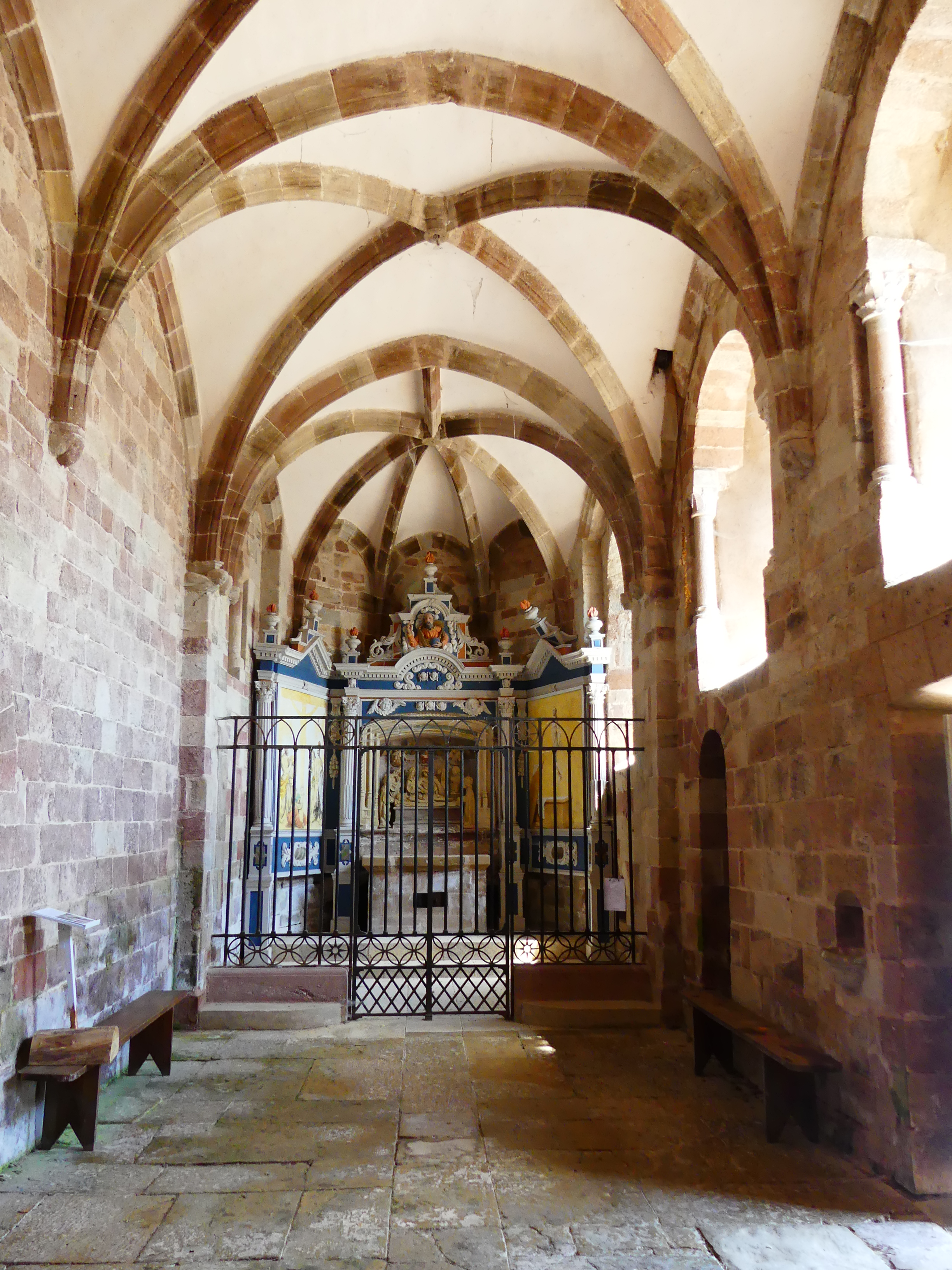
La nef.
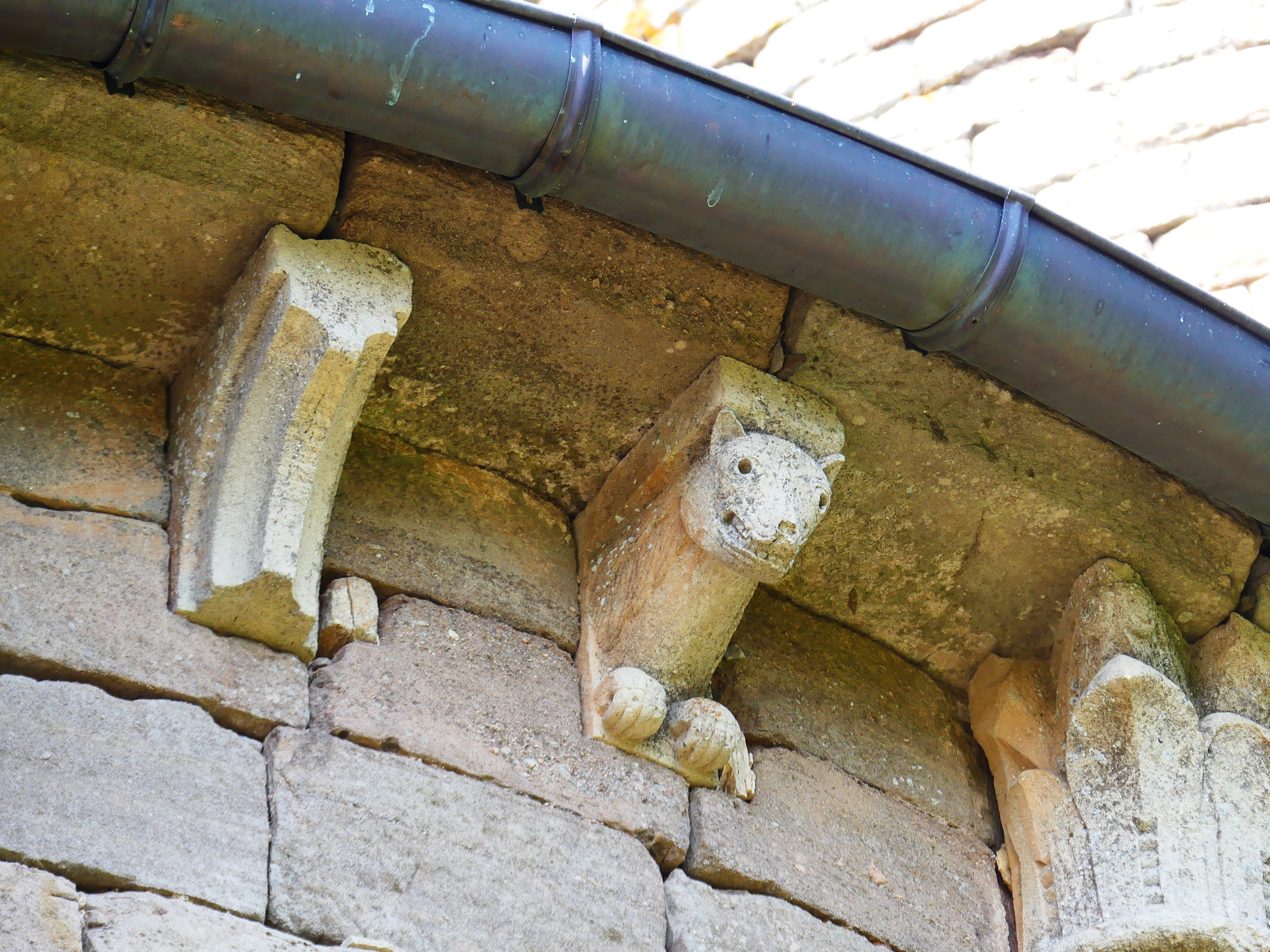
Modillons du chevet.